# 溝口真理子
溝口 真理子（みぞぐち まりこ、1970年12月26日 - ）は、日本の元女子プロレスラー。ジャパン女子プロレス所属
愛知県出身　現在は、メキシコ合衆国メキシコシティ在住。
- 1988年1月10日、ジャパン女子プロレス後楽園ホール大会で大沢ゆかりと対戦。なお、大沢はデビュー戦だった。

| スタブアイコン | サブスタブ | この項目は、まだ閲覧者の調べものの参照としては役立たない、人物に関連した書きかけの項目です。この項目を加筆・訂正などしてくださる協力者を求めています（P:人物伝/PJ:人物伝）。 |